# Abtei Oka
Abtei Oka (lat. Abbatia B. M. de Lacu; franz. Abbaye Notre-Dame du Lac) ist ein von 1881 bis 2009 bestehendes ehemaliges kanadisches Kloster der Trappisten in Oka, Deux-Montagnes, Québec, westlich Montreal.

Die aus Feldsteinen errichtete Abtei Oka, hier von der Rückseite gesehen.

## Geschichte
Kloster Notre-Dame du Lac (Madonna vom See, auch: Lac) wurde 1881 von Kloster Bellefontaine gegründet. Der ursprüngliche Holzbau (abgebrannt 1929) wurde 1890 durch einen steinernen Bau ersetzt, der 1902 und 1915 abbrannte. Erst der vierte Bau hat sich bis heute erhalten. Die Mönche gründeten 1893 eine erfolgreiche Landwirtschaftsschule (bis 1962) und stellten bis 1974 einen Trappistenkäse der Marke Oka her. 2009 wechselten sie in das neu erbaute Kloster Val Notre-Dame. Der neue Klostername ist Val Notre-Dame.

## Gründungen
- Kloster Mistassini (1892)
- Kloster Notre Dame (1977–1998)

### Obere, Prioren und Äbte
- Guillaume Lehaye (1881–1886)
- Antoine Oger (1886–1913; erster Abt ab 1892)
- Pacôme Gaboury (1913–1964; 51 Jahre lang Abt)
- Fidèle Sauvageau (1964–1990)
- Yvon Moreau (1990–2008)